# 폴크스가르텐 (빈)

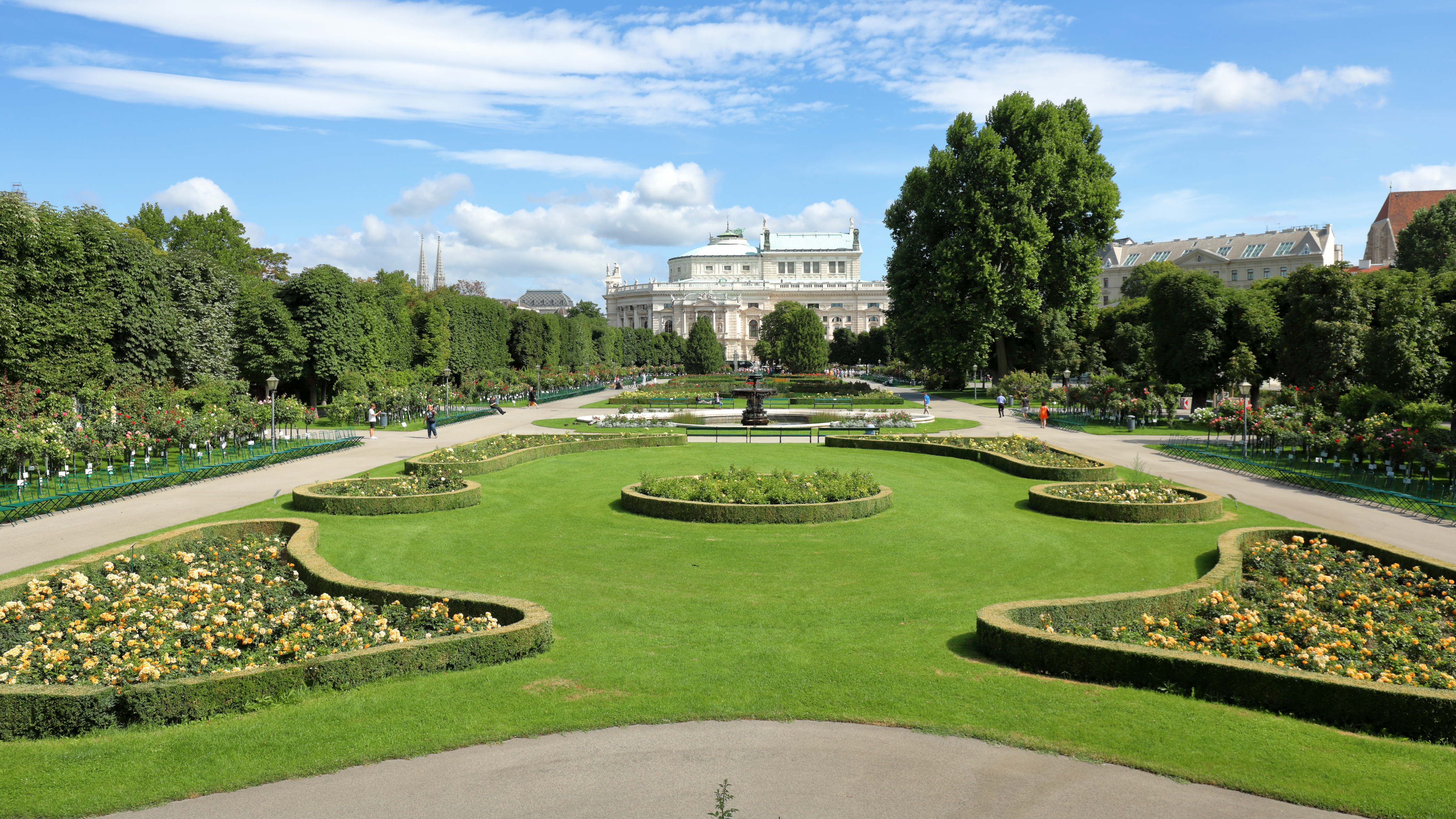
폴크스가르텐

폴크스가르텐(독일어: Volksgarten)은 오스트리아 빈 인네레슈타트에 있는 공원이자 정원이다. 호프부르크 궁전의 일부인 이 공원은 1821년 루트비히 레미가 조성했다. 이 공원은 1809년 나폴레옹에 의해 파괴된 도시의 요새 위에 건설되었다. 폴크스가르텐은 1823년에 대중에게 공개되었다.